# Djangoa
Djangoa è una città e comune del Madagascar situata nel distretto di Ambanja, regione di Diana. 
La popolazione del comune rilevata nel censimento 2001 era pari a 9 800 unità.